# Смиловац
Смиловац је насеље у Србији у општини Ражањ у Нишавском округу. Према попису из 2022. било је 665 становника (према попису из 1991. било је 1286 становника).
Овде се налазе Запис Чичин дуд (Смиловац), Запис Малинина крушка (Смиловац), Запис храст код цркве (Смиловац) и Запис Тодоровића орах (Смиловац).

## Демографија
У насељу Смиловац живи 902 пунолетна становника, а просечна старост становништва износи 46,6 година (45,0 код мушкараца и 48,2 код жена). У насељу има 279 домаћинстава, а просечан број чланова по домаћинству је 3,77.
Ово насеље је великим делом насељено Србима (према попису из 2002. године), а у последња три пописа, примећен је пад у броју становника. Велики број становника овог села се налази на сталном раду у иностанству - превасходно Швајцарској, Аустрији и Француској.
|  |

| Демографија | Демографија | Демографија |
| Година      | Становника  | Становника  |
| ----------- | ----------- | ----------- |
| 1948.       | 1.569       |             |
| 1953.       | 1.622       |             |
| 1961.       | 1.592       |             |
| 1971.       | 1.486       |             |
| 1981.       | 1.433       |             |
| 1991.       | 1.286       | 1.226       |
| 2002.       | 1.052       | 1.111       |

| Етнички састав према попису из 2002.‍ | Етнички састав према попису из 2002.‍ | Етнички састав према попису из 2002.‍ | Етнички састав према попису из 2002.‍ | Етнички састав према попису из 2002.‍ |
| ------------------------------------ | ------------------------------------ | ------------------------------------ | ------------------------------------ | ------------------------------------ |
|                                      |                                      |                                      |                                      |                                      |
| Срби                                 | Срби                                 |                                      | 1.037                                | 98,57%                               |
| Југословени                          | Југословени                          |                                      | 3                                    | 0,28%                                |
| Словенци                             | Словенци                             |                                      | 1                                    | 0,09%                                |
| непознато                            | непознато                            |                                      | 3                                    | 0,28%                                |

| Година пописа     | 1948. | 1953. | 1961. | 1971. | 1981. | 1991. | 2002. |
| ----------------- | ----- | ----- | ----- | ----- | ----- | ----- | ----- |
| Број домаћинстава | 306   | 314   | 330   | 338   | 320   | 307   | 279   |

| Број чланова      | 1  | 2  | 3  | 4  | 5  | 6  | 7  | 8  | 9 | 10 и више | Просек |
| ----------------- | -- | -- | -- | -- | -- | -- | -- | -- | - | --------- | ------ |
| Број домаћинстава | 38 | 63 | 38 | 35 | 44 | 28 | 20 | 11 | 2 | 0         | 3,77   |

| Пол    | Укупно | Неожењен/Неудата | Ожењен/Удата | Удовац/Удовица | Разведен/Разведена | Непознато |
| ------ | ------ | ---------------- | ------------ | -------------- | ------------------ | --------- |
| Мушки  | 443    | 65               | 339          | 36             | 3                  | 0         |
| Женски | 481    | 46               | 334          | 89             | 10                 | 2         |
| УКУПНО | 924    | 111              | 673          | 125            | 13                 | 2         |

| Пол    | Укупно                    | Пољопривреда, лов и шумарство | Рибарство                            | Вађење руде и камена | Прерађивачка индустрија       |
| ------ | ------------------------- | ----------------------------- | ------------------------------------ | -------------------- | ----------------------------- |
| Мушки  | 291                       | 181                           | 0                                    | 0                    | 54                            |
| Женски | 224                       | 196                           | 0                                    | 0                    | 15                            |
| УКУПНО | 515                       | 377                           | 0                                    | 0                    | 69                            |
| Пол    | Производња и снабдевање   | Грађевинарство                | Трговина                             | Хотели и ресторани   | Саобраћај, складиштење и везе |
| Мушки  | 0                         | 12                            | 12                                   | 1                    | 22                            |
| Женски | 0                         | 0                             | 7                                    | 0                    | 0                             |
| УКУПНО | 0                         | 12                            | 19                                   | 1                    | 22                            |
| Пол    | Финансијско посредовање   | Некретнине                    | Државна управа и одбрана             | Образовање           | Здравствени и социјални рад   |
| Мушки  | 0                         | 1                             | 3                                    | 2                    | 2                             |
| Женски | 0                         | 1                             | 0                                    | 2                    | 3                             |
| УКУПНО | 0                         | 2                             | 3                                    | 4                    | 5                             |
| Пол    | Остале услужне активности | Приватна домаћинства          | Екстериторијалне организације и тела | Непознато            | Непознато                     |
| Мушки  | 1                         | 0                             | 0                                    | 0                    | 0                             |
| Женски | 0                         | 0                             | 0                                    | 0                    | 0                             |
| УКУПНО | 1                         | 0                             | 0                                    | 0                    | 0                             |